# Aylton
Aylton – wieś w Anglii, w hrabstwie Herefordshire. Leży 16 km na wschód od miasta Hereford i 174 km na zachód od Londynu.